# Gulnäbbad turako
Gulnäbbad turako (Tauraco macrorhynchus) är en fågel i familjen turakor inom ordningen turakofåglar.

## Utbredning och systematik
Gulnäbbad turako delas in i två underarter:
- T. m. macrorhynchus – förekommer i regnskogarna i Sierra Leone till Ghana
- T. m. verreauxii – förekommer från Nigeria till Kamerun, Gabon, Kongo-Brazzaville och norra Angola samt på Bioko

## Status
IUCN kategoriserar arten som livskraftig.